# Sophia (EP)
Sophia é o extended play (EP) de estreia homônimo da cantora brasileira Sophia Abrahão, lançado em 14 de julho de 2014. Apesar de Abrahão ter contrato com a Sony Music até então, Sophia foi lançado de forma independente. O EP contém quatro faixas, incluindo uma regravação de "Tudo que Eu Sempre Quis" de Liah Soares. Logo após ser lançado, Sophia alcançou o segundo lugar da parada do iTunes brasileiro.

## Antecedentes
Após assinar contrato com a Sony Music, Abrahão lançou os singles "É Você" e "Flores" em agosto e dezembro de 2013, respectivamente. Foi anunciado que as duas canções iriam fazer parte do EP, porém isso não foi realizado.

## Singles
"Deixa Estar" foi lançada como primeiro single de Sophia, sob o título de "Deixa Estar (Another Home)" e a banda Pagan John sendo creditada como uma participação no single. "No Final" e "Tudo que Eu Sempre Quis" foram lançadas como segundo e terceiro singles do EP, respectivamente. Apesar de "Deixa Eu Gostar de Você" não ter sido lançada como single, foi lançado um videoclipe para a faixa em 30 de dezembro de 2016, dois anos após o lançamento do EP.

## Lista de faixas
| N.º            | Título                    | Compositor(es)                             | Produtor(es)    | Duração |  |
| 1.             | "No Final"                | Sophia Abrahão Rique Azevedo Samille Joker | Azevedo         | 3:28    |  |
| 2.             | "Deixa Eu Gostar de Você" | Lucas Silveira Karen Jonz [ 16 ]           | Azevedo Milliet | 3:54    |  |
| 3.             | "Tudo que Eu Sempre Quis" | Azevedo Liah Soares                        | Azevedo         | 2:37    |  |
| 4.             | "Deixa Estar"             | Abrahão Azevedo João Milliet Gustavo Pagan | Azevedo         | 2:38    |  |
| Duração total: | Duração total:            | Duração total:                             | Duração total:  | 12:39   |  |